# 美国商学院列表
这个是美国商学院列表。商学院先以所处州的州名字母顺序然后是学院的名字排列的，如果是以人名命名的学院，则是以此人的姓氏字母顺序排列。国际商管学院促进协会是历史最悠久，覆盖范围最大也是最受认可的商学院认证委员会。这个清单中也包含了会员的认证情况。此清单可排序，点击框旁边的类目名称就可以所处州、学院名称、所在学校等排序。
| 美国州份                       | 学院                                          | 学校                                  | 城市                                                                   | AACSB资格认证是 |
| ------------------------------ | --------------------------------------------- | ------------------------------------- | ---------------------------------------------------------------------- | --------------- |
| 阿拉巴马州                     | 布洛克商学院                                  | 桑福德大学                            | 伯明翰 (亚拉巴马州)                                                    | 是              |
| 阿拉巴马州                     | 米切尔商学院                                  | 南阿拉巴马大学                        | 莫比尔 (亚拉巴马州)                                                    | 是              |
| 阿拉巴马州                     | 商学院                                        | 阿拉巴马大学伯明翰分校                | 伯明翰 (亚拉巴马州)                                                    | 是              |
| 亚利桑那州                     | 凯瑞商学院                                    | 亚利桑那州立大学                      | 坦佩 (亞利桑那州)                                                      | 是              |
| 亚利桑那州                     | 弗兰克商学院                                  | 北亚利桑纳大学                        | 弗拉格斯塔夫 (亚利桑那州)                                              | 是              |
| 亚利桑那州                     | 埃勒管理学院                                  | 亚利桑纳大学                          | 图森 (亚利桑那州)                                                      | 是              |
| 亚利桑那州                     | 雷鸟管理学院                                  | 雷鸟管理学院                          | 格兰岱尔                                                               | 是              |
| 阿肯色州                       | 山姆·沃顿商学院                               | 阿肯色大学                            | 费耶特维尔 (阿肯色州)                                                  | 是              |
| 加利福尼亚州                   | 贾步思商学院                                  | 加州浸会大学                          | 里弗赛德                                                               | 否              |
| 加利福尼亚州                   | 阿基诺商学院                                  | 金门大学                              | 旧金山                                                                 | 否              |
| 加利福尼亚州                   | 加里安德森管理学院                            | 加州大学河滨分校                      | 里弗赛德市                                                             | 是              |
| 加利福尼亚州                   | 阿吉罗斯商业与经济学学院                      | 查普曼大學                            | 橙县                                                                   | 是              |
| 加利福尼亚州                   | 商学院                                        | 旧金山州立大学                        | 旧金山                                                                 | 是              |
| 加利福尼亚州                   | 工商管理学院                                  | 加州州立大学长滩分校                  | 长滩                                                                   | 是              |
| 加利福尼亚州                   | 工商管理学院                                  | 洛约拉马利蒙特大学                    | 洛杉矶                                                                 | 是              |
| 加利福尼亚州                   | 工商管理学院                                  | 圣地亚哥州立大学                      | 圣地亚哥                                                               | 是              |
| 加利福尼亚州                   | 克罗威尔商学院                                | 拜奥拉大学                            | 拉米拉达                                                               | 否              |
| 加利福尼亚州                   | Peter F. Drucker与Masatoshi Ito管理研究生学院 | 克莱蒙特研究大学                      | 克莱蒙特                                                               | 是              |
| 加利福尼亚州                   | 埃贝哈特商学院                                | 太平洋大学                            | 斯托克顿                                                               | 是              |
| 加利福尼亚州                   | 费舍尔商学院                                  | 蒙特瑞国际研究学院                    | 蒙特瑞                                                                 | 是              |
| 加利福尼亚州                   | 管理学院                                      | 加州大学戴维斯分校                    | 戴维斯                                                                 | 是              |
| 加利福尼亚州                   | 马歇尔·戈德史密斯管理学院                     | 亚莱恩国际大学                        | 福雷斯诺                                                               | 否              |
| 加利福尼亚州                   | 格拉齐亚迪奥工商管理学院                      | 佩珀代因大学                          | 洛杉矶                                                                 | 是              |
| 加利福尼亚州                   | 哈斯商學院                                    | 加州大学伯克利分校                    | 伯克利市                                                               | 是              |
| 加利福尼亚州                   | 列维商学院                                    | 圣克拉拉大学                          | 圣克拉拉                                                               | 是              |
| 加利福尼亚州                   | 马歇尔商学院                                  | 南加州大学                            | 洛杉矶                                                                 | 是              |
| 加利福尼亚州                   | 保罗梅拉吉商学院                              | 加州大学欧文分校                      | 欧文                                                                   | 是              |
| 加利福尼亚州                   | Mihaylo商业与经济学学院                       | 富乐顿加州州立大学                    | 富乐顿                                                                 | 是              |
| 加利福尼亚州                   | 欧法利商学院                                  | 加州理工州立大学                      | 圣路易斯-奥比斯保                                                      | 是              |
| 加利福尼亚州                   | 雷迪管理学院                                  | 加州大学圣迭戈分校                    | 圣迭戈                                                                 | 是              |
| 加利福尼亚州                   | 商学院                                        | 伍德伯里大学                          | 伯班克                                                                 | 否              |
| 加利福尼亚州                   | 工商管理学院                                  | 圣地亚哥大学                          | 圣迭戈                                                                 | 是              |
| 加利福尼亚州                   | 商业和经济学学院                              | 东湾加州州立大学                      | 海沃德                                                                 | 是              |
| 加利福尼亚州                   | 工商管理学院                                  | 阿苏萨太平洋大学                      | 阿苏萨                                                                 | 是              |
| 加利福尼亚州                   | 工商管理学院                                  | 旧金山大学                            | 旧金山                                                                 | 是              |
| 加利福尼亚州                   | 马丁·史密斯商业与经济学学院                   | 加州州立大学海峡群岛分校              | 卡马里奥                                                               | 是              |
| 加利福尼亚州                   | 斯坦福商学院                                  | 斯坦福大学                            | 斯坦福市                                                               | 是              |
| 加利福尼亚州                   | 安德森管理学院                                | 加州大学洛杉矶分校                    | 洛杉矶                                                                 | 是              |
| 科罗拉多州                     | 商学院                                        | 科罗拉多州立大学                      | 科林斯堡                                                               | 是              |
| 科罗拉多州                     | 科罗拉多大学丹佛商学院                        | 科罗拉多大学－丹佛分校                | 丹佛                                                                   | 是              |
| 科罗拉多州                     | 丹尼尔斯商学院                                | 丹佛大学                              | 丹佛                                                                   | 是              |
| 科罗拉多州                     | 利兹商学院                                    | 科罗拉多大学博尔德分校                | 博尔德                                                                 | 是              |
| 科罗拉多州                     | 商学院                                        | 强身威尔士大学                        | 丹佛                                                                   | 否              |
| 科罗拉多州                     | 蒙福特商学院                                  | 北科罗拉多大学                        | 格里利                                                                 | 是              |
| 康涅狄格州                     | 安素商学院                                    | 西康涅狄格州立大学                    | 丹伯里                                                                 | 否              |
| 康涅狄格州                     | 巴尼商学院                                    | 哈特福德大学                          | 西哈特福德                                                             | 是              |
| 康涅狄格州                     | 多兰商学院                                    | 费尔菲尔德大学                        | 费尔菲尔德                                                             | 是              |
| 康涅狄格州                     | 兰德商学院                                    | 昆尼皮亚克大学                        | 哈姆登                                                                 | 是              |
| 康涅狄格州                     | 康涅狄格大学商学院                            | 康涅狄格大学                          | 斯托尔斯                                                               | 是              |
| 康涅狄格州                     | 韦尔奇商学院                                  | 圣心大学                              | 费尔菲尔德                                                             | 是              |
| 康涅狄格州                     | 耶鲁管理学院                                  | 耶鲁大学                              | 纽海文                                                                 | 是              |
| 特拉华州                       | 阿尔弗雷德·勒纳大学商业与经济学学院           | 特拉华大学                            | 纽瓦克 (特拉华州)                                                      | 是              |
| 哥伦比亚特区                   | Kogod商学院                                   | 美利坚大学                            | 华盛顿哥伦比亚特区                                                     | 是              |
| 哥伦比亚特区                   | 麦克多诺商学院                                | 乔治城大学                            | 华盛顿哥伦比亚特区                                                     | 是              |
| 哥伦比亚特区                   | 乔治华盛顿商学院                              | 乔治华盛顿大学                        | 华盛顿哥伦比亚特区                                                     | 是              |
| 佛罗里达州                     | 安德里亚斯商学院                              | 贝瑞大学                              | 迈阿密海岸                                                             | 是              |
| 佛罗里达州                     | 工商管理学院                                  | 卡洛斯阿尔比租大学                    | 迈阿密                                                                 | 否              |
| 佛罗里达州                     | 佛罗里达州立大学商学院                        | 佛罗里达州立大学                      | 塔拉哈西                                                               | 是              |
| 佛罗里达州                     | 商学院                                        | 南佛罗里达大学                        | 圣彼德斯堡                                                             | 是              |
| 佛罗里达州                     | 佛罗里达国际大学商学院                        | 佛罗里达国际大学                      | 迈阿密                                                                 | 是              |
| 佛罗里达州                     | 工商管理学院                                  | 中佛罗里达大学                        | 奥兰多                                                                 | 是              |
| 佛罗里达州                     | 工商管理学院                                  | 林恩大学                              | 博卡拉顿                                                               | 否              |
| 佛罗里达州                     | 克莱默研究生学院                              | 罗林斯学院                            | 温特帕克                                                               | 是              |
| 佛罗里达州                     | 赛科斯商学院                                  | 坦帕大学                              | 坦帕                                                                   | 是              |
| 佛罗里达州                     | Huizenga商业与企业学院                        | 诺瓦东南大学                          | 戴维                                                                   | 否              |
| 佛罗里达州                     | 商学院                                        | 强生威尔士大学                        | 北迈阿密                                                               | 否              |
| 佛罗里达州                     | 巴里·凯耶商学院                               | 佛罗里达大西洋大学                    | 博卡拉顿                                                               | 是              |
| 佛罗里达州                     | Lutgert商学院                                 | 美国佛罗里达湾岸大学                  | 迈尔斯堡海滩                                                           | 是              |
| 佛罗里达州                     | 迈阿密大学工商管理学院                        | 迈阿密大学                            | 科勒尔盖布尔斯                                                         | 是              |
| 佛罗里达州                     | 商业与工业学院                                | 佛罗里达农工大学                      | 塔拉哈西                                                               | 否              |
| 佛罗里达州                     | 华林顿工商管理学院                            | 佛罗里达大学                          | 盖恩斯维尔                                                             | 是              |
| 佐治亚州                       | 工商管理学院                                  | 佐治亚南方大学                        | 斯泰茨伯勒                                                             | 是              |
| 佐治亚州                       | 惠特尼商学院                                  | 乔治亚州立大学                        | 米利奇维尔                                                             | 是              |
| 佐治亚州                       | 高斯商学院                                    | 肯尼索州立大学                        | 肯尼索                                                                 | 是              |
| 佐治亚州                       | 席勒商学院                                    | 佐治亚理工学院                        | 亚特兰大                                                               | 是              |
| 佐治亚州                       | 戈伊祖塔商学院                                | 艾默理大学                            | 亚特兰大                                                               | 是              |
| 佐治亚州                       | 赫尔商学院                                    | 奥古斯塔州立大学                      | 奥古斯塔                                                               | 是              |
| 佐治亚州                       | 麦克罗宾逊商学院                              | 佐治亚州立大学                        | 亚特兰大                                                               | 是              |
| 佐治亚州                       | 商学院                                        | 克莱顿州立大学                        | 莫罗县 (佐治亚州)                                                      | Yes             |
| 佐治亚州                       | 斯特森商业与经济学学院                        | 莫瑟尔大学                            | 梅肯                                                                   | 是              |
| 佐治亚州                       | 特里商学院                                    | 佐治亚大学                            | 雅典 (佐治亚州)                                                        | 是              |
| 夏威夷州                       | 希德勒商学院                                  | 夏威夷马诺大学                        | 檀香山                                                                 | 是              |
| 爱达荷州                       | 商学院                                        | 爱达荷州立大学                        | 波卡特洛                                                               | 是              |
| 爱达荷州                       | 商业与经济学学院                              | 爱达荷大学                            | 莫斯科 (爱达荷州)                                                      | 是              |
| 伊利诺伊州                     | 商学院                                        | 美国班尼迪克大学                      | 莱尔                                                                   | 否              |
| 伊利诺伊州                     | 兰普金商业与应用科学学院                      | 东伊利诺伊大学                        | 查尔斯顿 (伊利诺伊州)                                                  | 是              |
| 伊利诺伊州                     | 芝加哥大学布斯商学院                          | 芝加哥大学                            | 芝加哥                                                                 | 是              |
| 伊利诺伊州                     | 商学院                                        | 芝加哥州立大学                        | 芝加哥                                                                 | 否              |
| 伊利诺伊州                     | 商学院                                        | 伊利诺州立大学                        | 诺默尔                                                                 | 是              |
| 伊利诺伊州                     | 商学院                                        | 北伊利诺伊大学                        | 迪卡尔布 (伊利诺伊州)                                                  | 是              |
| 伊利诺伊州                     | 伊利诺伊大学芝加哥分校商学院（本科）          | 伊利诺伊大学芝加哥分校                | 芝加哥                                                                 | 是              |
| 伊利诺伊州                     | 伊利诺伊大学厄巴纳－香槟分校商学院            | 伊利诺伊大学厄巴纳－香槟分校          | 香槟                                                                   | 是              |
| 伊利诺伊州                     | 工商管理学院                                  | 南伊利诺伊大学卡本代尔校区            | 卡本代尔                                                               | 是              |
| 伊利诺伊州                     | 工商管理学院                                  | 东北伊利诺伊大学                      | 芝加哥                                                                 | 否              |
| 伊利诺伊州                     | 商业和公共管理学院                            | 州长州立大学                          | 大学城 (伊利诺伊州)                                                    | 否              |
| 伊利诺伊州                     | Driehaus商学院（本科）                        | 帝博大学                              | 芝加哥                                                                 | 是              |
| 伊利诺伊州                     | 福斯特工商管理学院                            | 布拉德利大学                          | 皮奥里亚                                                               | 是              |
| 伊利诺伊州                     | 芝加哥洛约拉大学昆兰商学院                    | 芝加哥洛约拉大学                      | 芝加哥                                                                 | 是              |
| 伊利诺伊州                     | 凯洛格商学院                                  | 西北大学                              | 埃文斯顿 (伊利诺伊州)                                                  | 是              |
| 伊利诺伊州                     | Kellstadt商学院                               | 帝博大学                              | 芝加哥                                                                 | 是              |
| 伊利诺伊州                     | 里奥托商学院                                  | 伊利诺伊大学芝加哥分校                | 芝加哥                                                                 | 是              |
| 伊利诺伊州                     | 商学院                                        | 南伊利诺伊大学爱德华兹维尔分校        | 爱德华兹维尔 (伊利诺伊州)                                              | 是              |
| 伊利诺伊州                     | 罗伯特莫里斯大学工商管理学院                  | 罗伯特莫里斯大学                      | 芝加哥                                                                 | 否              |
| 伊利诺伊州                     | 芝加哥洛约拉大学昆兰商学院（本科）            | 芝加哥洛约拉大学                      | 芝加哥                                                                 | 是              |
| 伊利诺伊州                     | 斯图尔特商学院                                | 伊利诺伊理工学院                      | 芝加哥                                                                 | 是              |
| 印第安纳州                     | 工商管理学院                                  | 瓦尔帕莱索大学                        | 瓦尔帕莱索                                                             | 是              |
| 印第安纳州                     | Doermer工商管理学院                           | 印地安那大学-普度大学-韦恩堡分校      | 韦恩堡                                                                 | 是              |
| 印第安纳州                     | 凯莱商学院                                    | 印第安纳大学                          | 布卢明顿与印第安纳波利斯                                               | 是              |
| 印第安纳州                     | 克兰纳特管理学院                              | 普渡大学                              | 西拉法叶                                                               | 是              |
| 印第安纳州                     | 门多萨商学院                                  | 圣母大学                              | 圣母                                                                   | 是              |
| 艾奥瓦州                       | 艾奥瓦中央大学在线课程                        | 艾奥瓦中央大学                        | 道奇堡                                                                 | 否              |
| 艾奥瓦州                       | 商业与公共管理学院                            | 德雷克大学                            | 得梅因                                                                 | 是              |
| 艾奥瓦州                       | 艾奥瓦州立大学商学院                          | 艾奥瓦州立大学                        | 艾姆斯                                                                 | 是              |
| 艾奥瓦州                       | 工商管理学院                                  | 玛赫西管理大学                        | 费尔菲尔德 (艾奥瓦州)                                                  | 否              |
| 艾奥瓦州                       | 商学院                                        | 迪比克大学                            | 迪比克 (艾奥瓦州)                                                      | 否              |
| 艾奥瓦州                       | Tippie商学院                                  | 艾奥瓦大学                            | 艾奥瓦城                                                               | 是              |
| 堪萨斯州                       | 商业与经济学学院                              | 博立顿大学                            | 艾奇逊                                                                 | 否              |
| 堪萨斯州                       | 商学院                                        | 堪萨斯大学                            | 劳伦斯市 (堪萨斯)                                                      | 是              |
| 堪萨斯州                       | 商学院                                        | 恩波利亚州立大学                      | 恩波利亚 (堪萨斯)                                                      | 是              |
| 堪萨斯州                       | 商学院                                        | 圣玛丽大学 （页面存档备份，存于）     | 莱文沃思 (堪萨斯)                                                      | 否              |
| 堪萨斯州                       | 商学院                                        | 华盛本大学                            | 托皮卡                                                                 | 是              |
| 堪萨斯州                       | 巴顿商学院                                    | 卫奇塔州立大学                        | 卫奇塔 (堪萨斯)                                                        | 是              |
| 肯塔基州                       | 鲁贝尔商学院                                  | 贝拉明大学                            | 路易维尔 (肯塔基州)                                                    | 是              |
| 肯塔基州                       | 商学院                                        | 北肯塔基大学                          | 海蓝德海特 (肯塔基州)                                                  | 是              |
| 肯塔基州                       | 商学院                                        | 路易维尔大学                          | 路易维尔 (肯塔基州)                                                    | 是              |
| 肯塔基州                       | 加顿商业与经济学学院                          | 肯塔基大学                            | 列克星敦 (肯塔基州)                                                    | 是              |
| 路易斯安那州                   | Joseph Butt商学院                             | 新奥尔良洛约拉大学                    | 新奥尔良                                                               | 是              |
| 路易斯安那州                   | 商学院                                        | 路易斯安那理工大学                    | 路斯顿 (路易斯安那州)                                                  | 是              |
| 路易斯安那州                   | 商学院                                        | 南方大學學院                          | 巴吞鲁日 (路易斯安那州)                                                | 是              |
| 路易斯安那州                   | 工商管理学院                                  | 新奥尔良大学                          | 新奥尔良                                                               | 是              |
| 路易斯安那州                   | 弗里曼商学院                                  | 杜兰大学                              | 新奥尔良                                                               | 是              |
| 路易斯安那州                   | Ourso商学院                                   | 路易斯安那州立大学                    | 巴吞鲁日 (路易斯安那州)                                                | 是              |
| 缅因州                         | 缅因商学院                                    | 缅因大学                              | 欧洛诺 (缅因州)                                                        | 是              |
| 马里兰州                       | 塞林格工商管理学院                            | 马里兰洛约拉大学                      | 巴尔的摩                                                               | 是              |
| 马里兰州                       | 开瑞商学院                                    | 约翰·霍普金斯大学                     | 巴尔的摩                                                               | 是              |
| 马里兰州                       | 梅里克商学院                                  | 巴尔的摩大学                          | 巴尔的摩                                                               | 是              |
| 马里兰州                       | 罗伯特史密斯商学院                            | 马里兰大学学院市分校                  | 大学公园市                                                             | 是              |
| 马萨诸塞州                     | 麦卡伦商学院                                  | 本特利大学                            | 沃尔瑟姆 (马萨诸塞州)                                                  | 是              |
| 马萨诸塞州                     | 布兰戴斯国际商学院                            | 布兰戴斯大学                          | 沃尔瑟姆 (马萨诸塞州)                                                  | 是              |
| 马萨诸塞州                     | 卡罗尔管理学院                                | 波士顿学院                            | 栗树山 (马萨诸塞州)                                                    | 是              |
| 马萨诸塞州                     | 东北大学工商管理学院（本科）                  | 东北大学                              | 波士顿                                                                 | 是              |
| 马萨诸塞州                     | 曼宁商学院                                    | 马萨诸塞大学洛厄尔分校                | 洛厄尔 (马萨诸塞州)                                                    | 是              |
| 马萨诸塞州                     | 杰拉德商业与国际商务学院                      | 莫瑞麦克学院                          | 北安多弗 (马萨诸塞州)                                                  | 否              |
| 马萨诸塞州                     | 东北大学工商管理学院                          | 东北大学                              | 波士顿                                                                 | 是              |
| 马萨诸塞州                     | 管理学院                                      | 克拉克大学                            | 伍斯特 (马萨诸塞州)                                                    | 是              |
| 马萨诸塞州                     | 哈佛商学院                                    | 哈佛大学                              | 剑桥 (马萨诸塞州)                                                      | 是              |
| 马萨诸塞州                     | 霍特国际商学院                                | 霍特国际商学院                        | 剑桥 (马萨诸塞州)                                                      | 否              |
| 马萨诸塞州                     | 艾森伯格管理学院                              | 马萨诸塞大学阿默斯特分校              | 阿默斯特 (马萨诸塞州)                                                  | 是              |
| 马萨诸塞州                     | MIT斯隆管理学院                               | 麻省理工学院                          | 剑桥 (马萨诸塞州)                                                      | 是              |
| 马萨诸塞州                     | 奥林商学院                                    | 百布森学院                            | 韦尔斯利 (马萨诸塞州)                                                  | 是              |
| 马萨诸塞州                     | 索伊商学院                                    | 萨福克大学                            | 波士顿                                                                 | 是              |
| 马萨诸塞州                     | 商学院                                        | 西新英格兰学院                        | 斯普林菲尔德 (马萨诸塞州)                                              | 是              |
| 马萨诸塞州                     | 商学院                                        | 伍斯特理工学院                        | 伍斯特 (马萨诸塞州)                                                    | 是              |
| 马萨诸塞州                     | 波士顿大学管理学院                            | 波士顿大学                            | 波士顿                                                                 | 是              |
| 密歇根州                       | Eli Broad商学院                               | 密歇根州立大学                        | 东兰辛                                                                 | 是              |
| 密歇根州                       | 达沃斯管理学院                                | 诺斯伍德大学                          | 米德兰 (密歇根州)                                                      | 否              |
| 密歇根州                       | 工商管理学院                                  | 奥克兰大学                            | 罗切斯特 (密歇根州)                                                    | 是              |
| 密歇根州                       | 工商管理学院                                  | 底特律大学                            | 底特律                                                                 | 是              |
| 密歇根州                       | 商学院                                        | 克莱瑞大学                            | 豪厄尔 (密歇根州)                                                      | 否              |
| 密歇根州                       | 管理与应用商务学院                            | 克莱瑞大学                            | 豪厄尔 (密歇根州)                                                      | 否              |
| 密歇根州                       | 职业与商业研究生学院                          | 克莱瑞大学                            | 豪厄尔 (密歇根州)                                                      | 否              |
| 密歇根州                       | 哈瓦森商学院                                  | 西密歇根大学                          | 卡拉马祖 (密歇根州)                                                    | 是              |
| 密歇根州                       | 罗斯商学院                                    | 密歇根大学                            | 安娜堡                                                                 | 是              |
| 密歇根州                       | 工商管理学院                                  | 韦恩州立大学                          | 底特律                                                                 | 是              |
| 密歇根州                       | 塞德曼商学院                                  | 伟古州立大学                          | 格兰维利 (密歇根州)                                                    | 是              |
| 明尼苏达州                     | 卡尔森管理学院                                | 明尼苏达大学                          | 明尼阿波利斯                                                           | 是              |
| 明尼苏达州                     | 哈姆莱大学商学院                              | 哈姆莱大学                            | 圣保罗 (明尼苏达州)                                                    | 否              |
| 明尼苏达州                     | 欧普士商学院                                  | 圣托马斯大学                          | 圣保罗 (明尼苏达州)                                                    | 是              |
| 密西西比州                     | 商学院                                        | 杰克逊州立大学                        | 杰克逊 (密西西比州)                                                    | 是              |
| 密西西比州                     | 商学院                                        | 密西西比女子大学                      | 哥伦布 (密西西比州)                                                    | 否              |
| 密西西比州                     | 商学院                                        | 南密西西比大学                        | 哈蒂斯堡 (密西西比州)                                                  | 是              |
| 密西西比州                     | 商业与工业学院                                | 密西西比州立大学                      | 斯塔克维尔 (密西西比州)                                                | 是              |
| 密西西比州                     | 密西西比大学工商管理学院                      | 密西西比大学                          | 牛津 (密西西比州)                                                      | 是              |
| 密苏里州                       | 布洛克公共管理与商学院                        | 密苏里大学圣路易斯分校                | 堪萨斯城 (密苏里州)                                                    | 是              |
| 密苏里州                       | 工商管理学院                                  | 密苏里州立大学                        | 斯普林菲尔德 (密苏里州)                                                | 是              |
| 密苏里州                       | 工商管理学院                                  | 密苏里大学圣路易斯分校                | 圣路易斯市 (密苏里州)                                                  | 是              |
| 密苏里州                       | 约翰库克商学院                                | 圣路易斯大学                          | 圣路易斯市 (密苏里州)                                                  | 是              |
| 密苏里州                       | 奥林商学院                                    | 圣路易斯华盛顿大学                    | 圣路易斯市 (密苏里州)                                                  | 是              |
| 密苏里州                       | Trulaske商学院                                | 密苏里大学                            | 哥伦比亚 (密苏里州)                                                    | 是              |
| 蒙大拿州                       | 工商管理学院                                  | 蒙大拿大学                            | 米苏拉                                                                 | 是              |
| 内布拉斯加州                   | 工商管理学院                                  | 克瑞顿大学                            | 奥马哈 (内布拉斯加州)                                                  | 是              |
| 内布拉斯加州                   | 工商管理学院                                  | 贝尔维尤大学                          | 贝尔维尤 (内布拉斯加州)                                                | 是              |
| 内布拉斯加州                   | 工商管理学院                                  | 内布拉斯加大学林肯分校                | 林肯 (内布拉斯加州)                                                    | 是              |
| 内华达州                       | 商学院                                        | 内华达大学拉斯维加斯分校              | 天堂 (内华达州)                                                        | 是              |
| 内华达州                       | 工商管理学院                                  | 内华达大学里诺分校                    | 里诺 (内华达州)                                                        | 是              |
| 新罕布什尔州                   | 塔克商学院                                    | 达特茅斯学院                          | 汉诺威 (新罕布什尔州)                                                  | 是              |
| 新罕布什尔州                   | Whittemore商业与经济学学院                    | 新罕布什尔大学                        | 达勒姆 (新罕布什尔州)                                                  | 是              |
| 新泽西州                       | 公共管理与商学院                              | 肯恩大学                              | 联合郡 (新泽西州)                                                      | 否              |
| 新泽西州                       | Cotsakos商学院                                | 新泽西威廉帕特森大学                  | 韦恩 (新泽西州)                                                        | 是              |
| 新泽西州                       | 罗格斯商学院                                  | 罗格斯大学                            | 纽瓦克 (新泽西州)与新不伦瑞克                                          | 是              |
| 新泽西州                       | 商学院                                        | 蒙特克莱尔州立大学                    | 蒙特克莱尔 (新泽西州)                                                  | 是              |
| 新泽西州                       | 商学院                                        | 新泽西学院                            | 尤英 (新泽西州)                                                        | 是              |
| 新泽西州                       | 工商管理学院                                  | 圣彼得学院                            | 泽西市                                                                 | 否              |
| 新泽西州                       | 工商管理学院                                  | 新泽西理工学院                        | 纽瓦克 (新泽西州)                                                      | 是              |
| 新泽西州                       | 西尔伯曼商学院                                | 费尔里·狄金生大学                     | 麦迪逊 (新泽西州)/弗洛勒姆帕克 (新泽西州)与 提内克/哈肯萨克 (新泽西州) | 是              |
| 新泽西州                       | 斯德尔曼商学院                                | 薛顿贺尔大学                          | 南奥兰治 (新泽西州)                                                    | 是              |
| 新墨西哥州                     | 安德森管理学院                                | 新墨西哥大学                          | 阿尔伯克基 (新墨西哥州)                                                | 是              |
| 纽约州                         |                                               |                                       |                                                                        |                 |
| 杰克林商学院                   | 纽约市立大学柏鲁克分校                        | 纽约市                                | 是                                                                     |                 |
| 工商管理学院（本科）           | 福坦莫大学                                    | 纽约市                                | 是                                                                     |                 |
| 管理学院                       | 长岛大学波斯特分校                            | 布鲁克林                              | 是                                                                     |                 |
| 哥伦比亚商学院                 | 哥伦比亚大学                                  | 纽约市                                | 是                                                                     |                 |
| 商科研究生计划                 | 杜鲁大学                                      | 纽约市                                | 否                                                                     |                 |
| 工商管理学院                   | 福坦莫大学                                    | 纽约市                                | 是                                                                     |                 |
| 黑根商学院                     | 爱纳大学                                      | 新罗谢尔 (纽约州)                     | 是                                                                     |                 |
| 约翰逊管理学院                 | 康奈尔大学                                    | 伊萨卡 (纽约州)                       | 是                                                                     |                 |
| 国王商学院                     | 门罗学院                                      | 布朗克斯                              | 否                                                                     |                 |
| Lally管理与技术学院            | 伦斯勒理工学院                                | 特洛伊                                | 是                                                                     |                 |
| 鲁宾商学院                     | 佩斯大学                                      | 纽约市与白原市 (纽约州)               | 是                                                                     |                 |
| 飞利浦桑德斯商学院             | 罗彻斯特理工学院                              | 亨利埃塔 (纽约州)                     | 是                                                                     |                 |
| 商学院                         | 艾德菲大学                                    | 花园市 (纽约州)                       | 是                                                                     |                 |
| 商学院                         | 纽约州立大学理工学院（SUNYIT）                | 由提卡 (纽约州)                       | 是                                                                     |                 |
| 公共管理与信息科学商学院       | 长岛大学，布鲁克林校区                        | 布鲁克林                              | 否                                                                     |                 |
| 宾汉顿大学管理学院             | 宾汉顿大学                                    | 宾汉顿市                              | 是                                                                     |                 |
| 纽约理工学院管理学院           | 纽约理工学院                                  | 旧西布雷                              | 否                                                                     |                 |
| 纽约州立大学布法罗分校管理学院 | 纽约州立大学布法罗分校                        | 水牛城                                | 是                                                                     |                 |
| 西蒙工商管理学院               | 罗彻斯特大学                                  | 罗彻斯特                              | 是                                                                     |                 |
| 斯特恩商学院                   | 纽约大学                                      | 纽约市                                | 是                                                                     |                 |
| 托宾商学院                     | 圣若望大学                                    | 皇后区                                | 是                                                                     |                 |
| 惠特曼商学院                   | 雪城大学                                      | 雪城 (纽约州)                         | 是                                                                     |                 |
| Zarb商学院                     | 霍夫斯特拉大学                                | 亨普斯特德 (纽约州)                   | 是                                                                     |                 |
| 北卡罗来纳州                   | 巴布科克管理学院                              | 维克弗斯特大学                        | 温斯顿-塞勒姆                                                          | 是              |
| 北卡罗来纳州                   | 贝尔克商学院                                  | 北卡罗来纳大学夏洛特分校              | 夏洛特 (北卡罗来纳州)                                                  | 是              |
| 北卡罗来纳州                   | 布莱恩商业与经济学学院                        | 北卡罗来纳大学格林斯伯勒分校          | 格林斯伯勒 (北卡罗来纳州)                                              | 是              |
| 北卡罗来纳州                   | 卡罗维商业与会计学学院（本科）                | 维克弗斯特大学                        | 温斯顿-塞勒姆                                                          | 是              |
| 北卡罗来纳州                   | 卡梅隆商学院                                  | 北卡罗来纳大学威尔明顿分校            | 威尔明顿 (北卡罗来纳州)                                                | 是              |
| 北卡罗来纳州                   | 厄尔飞利浦商学院                              | 海波因特大学                          | 海波因特 (北卡罗来纳州)                                                | 是              |
| 北卡罗来纳州                   | 商学院                                        | 东卡罗来纳大学                        | 格林威尔 (北卡罗来纳州)                                                | 是              |
| 北卡罗来纳州                   | 商学院                                        | 北卡罗来纳大学潘布洛克分校            | 潘布洛克 (北卡罗来纳州)                                                | 否              |
| 北卡罗来纳州                   | 管理学院                                      | 北卡罗来纳州立大学                    | 罗利 (北卡罗来纳州)                                                    | 是              |
| 北卡罗来纳州                   | 福夸商学院                                    | 杜克大学                              | 达勒姆 (北卡罗来纳州)                                                  | 是              |
| 北卡罗来纳州                   | 柯南弗拉格勒商学院                            | 北卡罗来纳大学教堂山分校              | 教堂山 (北卡罗来纳州)                                                  | 是              |
| 北卡罗来纳州                   | 玛莎与斯宾塞洛夫商学院                        | 依隆大学                              | 格林斯伯勒 (北卡罗来纳州)                                              | 是              |
| 北卡罗来纳州                   | 菲特曼商学院                                  | 坎贝尔大学                            | 布伊斯溪 (北卡罗来纳州)                                                | 否              |
| 北卡罗来纳州                   | 商学院                                        | 强生威尔士大学                        | 夏洛特 (北卡罗来纳州)                                                  | 否              |
| 北卡罗来纳州                   | 商学院                                        | 北卡罗来纳州中央大学                  | 达勒姆 (北卡罗来纳州)                                                  | 是              |
| 北达科他州                     | 工商管理学院                                  | 北达科他大学                          | 大福克斯 (北达科他州)                                                  | 是              |
| 俄亥俄州                       | 商学院                                        | 俄亥俄大学                            | 阿森斯 (俄亥俄州)                                                      | 是              |
| 俄亥俄州                       | 林德纳商学院                                  | 辛辛那提大学                          | 辛辛那提                                                               | 是              |
| 俄亥俄州                       | 工商管理学院                                  | 鲍灵格林州立大学                      | 鲍灵格林 (俄亥俄州)                                                    | 是              |
| 俄亥俄州                       | 工商管理学院                                  | 北俄亥俄大学                          | 艾达 (俄亥俄州)                                                        | 是              |
| 俄亥俄州                       | 工商管理学院                                  | 阿克伦大学                            | 阿克伦 (俄亥俄州)                                                      | 是              |
| 俄亥俄州                       | 工商管理学院                                  | 托莱多大学                            | 托莱多 (俄亥俄州)                                                      | 是              |
| 俄亥俄州                       | 工商管理学院                                  | 肯特州立大学                          | 肯特 (俄亥俄州)                                                        | 是              |
| 俄亥俄州                       | Farmer商学院                                  | 迈阿密大学                            | 牛津 (俄亥俄州)                                                        | 是              |
| 俄亥俄州                       | 费舍尔商学院                                  | 俄亥俄州立大学                        | 哥伦布 (俄亥俄州)                                                      | 是              |
| 俄亥俄州                       | Monte Ahuja商学院                             | 克里夫兰州立大学                      | 克里夫兰                                                               | 是              |
| 俄亥俄州                       | 帝威商学院                                    | 沃尔许大学                            | 北坎顿 (俄亥俄州)                                                      | 候选            |
| 俄亥俄州                       | Raj Soin商学院                                | 莱特州立大学                          | 代顿 (俄亥俄州)                                                        | 是              |
| 俄亥俄州                       | 工商管理学院                                  | 代顿大学                              | 代顿 (俄亥俄州)                                                        | 是              |
| 俄亥俄州                       | 魏德海管理学院                                | 凯斯西储大学                          | 克里夫兰                                                               | 是              |
| 俄亥俄州                       | 威廉姆斯商学院                                | 泽维尔大学                            | 辛辛那提 (俄亥俄州)                                                    | 是              |
| 俄克拉荷马州                   | 工商管理学院                                  | 塔尔萨大学                            | 塔尔萨 (俄克拉荷马州)                                                  | 是              |
| 俄克拉荷马州                   | Meinders商学院                                | 俄克拉荷马城大学                      | 俄克拉荷马城                                                           | 否              |
| 俄克拉荷马州                   | 普赖斯商学院                                  | 俄克拉荷马大学                        | 诺曼 (俄克拉荷马州)                                                    | 是              |
| 俄克拉荷马州                   | 商学院                                        | 俄克拉荷马浸会大学                    | 肖尼 (俄克拉荷马州)                                                    | 否              |
| 俄克拉荷马州                   | 商学院                                        | 奥罗尔罗伯茨大学                      | 塔尔萨 (俄克拉荷马州)                                                  | 否              |
| 俄克拉荷马州                   | 斯皮尔斯商学院                                | 俄克拉荷马州立大学止水校区            | 止水 (俄克拉荷马州)                                                    | 是              |
| 俄勒冈州                       | 阿特金森管理学院                              | 威廉姆特拉大学                        | 塞勒姆                                                                 | 是              |
| 俄勒冈州                       | 商学院                                        | 俄勒冈州立大学                        | 科瓦利斯 (俄勒冈州)                                                    | 是              |
| 俄勒冈州                       | 伦德奎斯特商学院                              | 俄勒冈大学                            | 尤金 (俄勒冈州)                                                        | 是              |
| 俄勒冈州                       | 罗伯特潘普林工商管理学院                      | 波特兰大学                            | 波特兰 (俄勒冈州)                                                      | 是              |
| 俄勒冈州                       | 工商管理学院                                  | 波特兰州立大学                        | 波特兰 (俄勒冈州)                                                      | 是              |
| 俄勒冈州                       | 管理学院                                      | 乔治福克斯大学                        | 纽伯格 (俄勒冈州)                                                      | 否              |
| 宾夕法尼亚州                   | 山姆与艾琳布莱克商学院                        | 宾夕法尼亚州立大学-伊利，Benhrend学院 | 伊利 (宾夕法尼亚州)                                                    | Yes             |
| 宾夕法尼亚州                   | 匹兹堡大学工商管理学院（本科）                | 匹兹堡大学                            | 匹兹堡                                                                 | 是              |
| 宾夕法尼亚州                   | 唐纳修商学院                                  | 迪尤肯大学                            | 匹兹堡                                                                 | 是              |
| 宾夕法尼亚州                   | 福克斯商学院                                  | 坦普尔大学                            | 费城                                                                   | 是              |
| 宾夕法尼亚州                   | 格罗夫商学院                                  | 宾州西盆斯贝格大学                    | 西盆斯贝格                                                             | 是              |
| 宾夕法尼亚州                   | Haub商学院                                    | 圣约瑟夫大学                          | 费城                                                                   | 是              |
| 宾夕法尼亚州                   | 福克斯商学院                                  | 天普大学                              | 费城                                                                   | 是              |
| 宾夕法尼亚州                   | 卡尼亚管理学院                                | 斯克兰顿大学                          | 斯克兰顿 (宾夕法尼亚州)                                                | 是              |
| 宾夕法尼亚州                   | Katz商学院                                    | 匹兹堡大学                            | 匹兹堡                                                                 | 是              |
| 宾夕法尼亚州                   | 拉塞尔商学院                                  | 拉塞尔大学                            | 费城                                                                   | 是              |
| 宾夕法尼亚州                   | LeBow商学院                                   | 德雷塞尔大学                          | 费城                                                                   | 是              |
| 宾夕法尼亚州                   | Palumbo-Donahue商学院（本科）                 | 迪尤肯大学                            | 匹兹堡                                                                 | 是              |
| 宾夕法尼亚州                   | 工商管理学院                                  | 费城大学                              | 费城                                                                   | 否              |
| 宾夕法尼亚州                   | 工商管理学院                                  | 威得恩大学                            | 哈里斯堡 (宾夕法尼亚州)                                                | 是              |
| 宾夕法尼亚州                   | Sidhu商学院                                   | 威尔克斯大学                          | 威尔克斯-巴里 (宾夕法尼亚州)                                           | 是              |
| 宾夕法尼亚州                   | Smeal商学院                                   | 宾夕法尼亚州立大学                    | 大学城 (宾夕法尼亚州)                                                  | 是              |
| 宾夕法尼亚州                   | Tepper商学院                                  | 卡内基梅隆大学                        | 匹兹堡                                                                 | 是              |
| 宾夕法尼亚州                   | 维拉诺瓦商学院                                | 维拉诺瓦大学                          | 维拉诺瓦                                                               | 是              |
| 宾夕法尼亚州                   | 沃顿商学院                                    | 宾夕法尼亚大学                        | 费城                                                                   | 是              |
| 罗得岛州                       | 商学院                                        | 布莱恩特大学                          | 史密斯菲尔德                                                           | 是              |
| 罗得岛州                       | 商学院                                        | 强生威尔士大学                        | 普罗维登斯                                                             | 否              |
| 罗得岛州                       | 工商管理学院                                  | 罗德岛大学                            | 金士顿 (罗得岛州)                                                      | 是              |
| 罗得岛州                       | 加百利商学院                                  | 罗杰威廉姆斯大学                      | 布里斯托尔 (罗得岛州)                                                  | 是              |
| 南卡罗来纳州                   | 商业与行为科学学院                            | 克莱门森大学                          | 克莱门森                                                               | 是              |
| 南卡罗来纳州                   | 摩尔商学院                                    | 南卡罗来纳大学                        | 哥伦比亚 (南卡罗来纳州)                                                | 是              |
| 南卡罗来纳州                   | 华尔商学院                                    | 卡罗来纳海岸大学                      | 康威 (南卡罗来纳州)                                                    | 是              |
| 南达科他州                     | 商学院                                        | 南达科他大学                          | 弗米利恩 (南达科他州)                                                  | 是              |
| 田纳西州                       | 商学院                                        | 利普斯科姆勃大学                      | 纳什维尔                                                               | 否              |
| 田纳西州                       | 工商管理学院                                  | 田纳西大学                            | 诺克斯维尔                                                             | 是              |
| 田纳西州                       | 工商管理学院（本科）                          | 贝尔蒙特大学                          | 纳什维尔                                                               | 是              |
| 田纳西州                       | 工商管理学院（本科与研究生）                  | 田纳西大学查塔努加分校                | 查塔努加 (田纳西州)                                                    | 是              |
| 田纳西州                       | 工商技术学院                                  | 东田纳西州立大学                      | 约翰逊城 (得克萨斯州                                                   | 是              |
| 田纳西州                       | Fogelman商业与经济学学院                      | 孟菲斯大学                            | 孟菲斯 (田纳西州                                                       | 是              |
| 田纳西州                       | Massey商学院                                  | 贝尔蒙特大学                          | 纳什维尔                                                               | 是              |
| 田纳西州                       | 欧文管理学院                                  | 范德堡大学                            | 纳什维尔                                                               | 是              |
| 得克萨斯州                     | 鲍尔商学院                                    | 得克萨斯大学                          | 得克萨斯                                                               | 是              |
| 得克萨斯州                     | 商学院                                        | 安吉罗州立大学                        | 圣安吉罗 (得克萨斯)                                                    | 是              |
| 得克萨斯州                     | 商城学                                        | 休士顿大学市中心分校                  | 休士顿                                                                 | 是              |
| 得克萨斯州                     | 商学院                                        | 北得克萨斯大学                        | 登顿 (得克萨斯州)                                                      | 是              |
| 得克萨斯州                     | 工商管理学院                                  | 得州大学阿灵顿分校                    | 阿灵顿                                                                 | 是              |
| 得克萨斯州                     | 工商管理学院                                  | 得克萨斯大学埃尔帕索分校              | 艾尔帕索 (得克萨斯州)                                                  | 是              |
| 得克萨斯州                     | 工商管理学院                                  | 德克萨斯大学泛美分校                  | 爱丁堡 (得克薩斯州)                                                    | 是              |
| 得克萨斯州                     | 商学院                                        | 达拉斯大学                            | 欧文 (得克萨斯州)                                                      | 否              |
| 得克萨斯州                     | 考克斯商学院                                  | 南方卫理公会大学                      | 达拉斯                                                                 | 是              |
| 得克萨斯州                     | Bill Greehey商学院                            | 圣玛丽大学                            | 圣安东尼奥 (得克萨斯州)                                                | 是              |
| 得克萨斯州                     | Hankamer商学院                                | 贝勒大学                              | 韦科 (得克萨斯州)                                                      | 是              |
| 得克萨斯州                     | 琼斯管理学院                                  | 莱斯大学                              | 休斯顿                                                                 | 是              |
| 得克萨斯州                     | 商学院                                        | 萨姆休斯顿州立大学                    | 亨茨维尔                                                               | 是              |
| 得克萨斯州                     | 琼斯商学院                                    | 南德州大学                            | 休斯顿                                                                 | 是              |
| 得克萨斯州                     | 凯利商学院                                    | 哈定-西蒙斯大学                       | 阿比林 (得克萨斯)                                                      | 否              |
| 得克萨斯州                     | Mays商学院                                    | 德州农工大学                          | 大学城 (德克萨斯州)                                                    | 是              |
| 得克萨斯州                     | 麦库姆斯商学院                                | 德克萨斯州大学奥斯汀分校              | 奥斯汀                                                                 | 是              |
| 得克萨斯州                     | 麦考伊工商管理学院                            | 德州州立大学圣马科斯分校              | 圣马科斯 (得克萨斯)                                                    | 是              |
| 得克萨斯州                     | Naveen Jindal管理学院                         | 得克萨斯州大学达拉斯分校              | 理查森 (得克萨斯州)                                                    | 是              |
| 得克萨斯州                     | Neeley商学院                                  | 得克萨斯基督教大学                    | 沃思堡                                                                 | 是              |
| 得克萨斯州                     | 罗尔斯商学院                                  | 得克萨斯理工大学                      | 拉伯克 (得克萨斯州)                                                    | 是              |
| 得克萨斯州                     | 商学院                                        | 休斯顿大学净湖分校                    | 休斯顿                                                                 | 是              |
| 得克萨斯州                     | 工商管理学院                                  | 休斯顿大学维多利亚分校                | 维多利亚 (德克萨斯州)                                                  | 是              |
| 得克萨斯州                     | 工商管理学院                                  | 德克萨斯韦斯利大学                    | 沃思堡                                                                 | 否              |
| 犹他州                         | 埃克尔斯商学院                                | 犹他大学                              | 盐湖城                                                                 | 是              |
| 犹他州                         | 戈达德商业与经济学学院                        | 韦伯州立大学                          | 奥格登                                                                 | 是              |
| 犹他州                         | 亨茨曼商学院                                  | 犹他州立大学                          | 洛根 (犹他州)                                                          | 是              |
| 犹他州                         | 麦里特商学院                                  | 杨百翰大学                            | 普若佛                                                                 | 是              |
| 佛蒙特州                       | 工商管理学院                                  | 佛蒙特大学                            | 伯灵顿 (佛蒙特)                                                        | 是              |
| 弗吉尼亚州                     | 伯德商学院                                    | 夏南多大学                            | 温切斯特 (弗吉尼亚州)                                                  | 是              |
| 弗吉尼亚州                     | 商学院                                        | 詹姆斯麦迪逊大学                      | 哈里森堡 (弗吉尼亚州)                                                  | 是              |
| 弗吉尼亚州                     | 商学院                                        | 玛丽华盛顿大学                        | 弗雷德里克斯堡 (弗吉尼亚州)                                            | 否              |
| 弗吉尼亚州                     | 商学院                                        | 利伯缇大学                            | 林奇堡 (弗吉尼亚州)                                                    | 否              |
| 弗吉尼亚州                     | 商业和公共管理学院                            | 欧道明大学                            | 诺福克 (弗吉尼亚州)                                                    | 是              |
| 弗吉尼亚州                     | 达顿商学院                                    | 弗吉尼亚大学                          | 夏律第镇                                                               | 是              |
| 弗吉尼亚州                     | 路特商学院                                    | 克里斯托夫纽波特大学                  | 纽波特纽斯                                                             | 是              |
| 弗吉尼亚州                     | 梅森商学院                                    | 威廉与玛丽学院                        | 威廉斯堡                                                               | 是              |
| 弗吉尼亚州                     | 麦金太尔商学院（本科）                        | 弗吉尼亚大学                          | 夏律第镇                                                               | 是              |
| 弗吉尼亚州                     | 潘普林商学院                                  | 弗吉尼亚理工大学                      | 黑堡                                                                   | 是              |
| 弗吉尼亚州                     | E·克莱本罗宾斯商学院                          | 里士满大学                            | 里士满                                                                 | 是              |
| 弗吉尼亚州                     | 商学院                                        | 弗吉尼亚联邦大学                      | 里士满                                                                 | 是              |
| 弗吉尼亚州                     | 商业与经济学学院                              | 林奇堡学院                            | 林奇堡                                                                 | 否              |
| 弗吉尼亚州                     | 商学院                                        | 乔治梅森大学                          | 费尔法克斯                                                             | 是              |
| 华盛顿州                       | 阿尔伯斯商业与经济学学院                      | 西雅图大学                            | 西雅图                                                                 | 是              |
| 华盛顿州                       | 商学院                                        | 华盛顿州立大学                        | 普尔曼                                                                 | 是              |
| 华盛顿州                       | 迈克尔·G·福斯特商学院                         | 华盛顿大学                            | 西雅图                                                                 | 是              |
| 华盛顿州                       | 商学院                                        | 太平洋路德大学                        | 塔科马                                                                 | 是              |
| 华盛顿州                       | 商学院                                        | 西雅图城市大学                        | 贝尔维尤                                                               | 否              |
| 西弗吉尼亚州                   | 商业与经济学学院                              | 西弗吉尼亚大学                        | 摩根敦                                                                 | 是              |
| 西弗吉尼亚州                   | 伊丽莎白·麦克道尔路易斯商学院                 | 马歇尔大学                            | 亨廷顿                                                                 | 是              |
| 威斯康星州                     | 工商管理学院                                  | 马凯特大学                            | 密尔沃基                                                               | 是              |
| 威斯康星州                     | 卢巴商学院                                    | 威斯康星大学密尔沃基分校              | 密尔沃基                                                               | 是              |
| 威斯康星州                     | 威斯康星商学院                                | 威斯康星大学麦迪逊分校                | 麦迪逊                                                                 | 是              |
| 怀俄明州                       | 商学院                                        | 怀俄明大学                            | 拉勒米                                                                 | 是              |